# Torrent de Zinal
Der Torrent de Zinal ist ein etwa 3,5 Kilometer langer Bach im Kanton Wallis, der sich auf 1882 m ü. M. mit dem Torrent de l’Arpitetta zur Navisence vereinigt.

## Geographie

### Verlauf
Der Torrent de Zinal ist der Abfluss des Zinalgletschers und beginnt auf etwa 2200 m ü. M. Das Gebiet ist umgeben von Bergen mit Höhen deutlich über 3000 m ü. M. Links befindet sich der Pigne de la Lé, rechts der Besso. Im hinteren Teil des Gletschertals ist das Zinalrothorn sowie auf der anderen Talseite die Dent Blanche. Der Bach legt seine kurze Reise nordwärts zurück, erreicht die Baumgrenze und vereinigt sich schliesslich auf 1882 m ü. M. mit dem von rechts kommenden Torrent de l’Arpitetta zur Navisence.

### Einzugsgebiet
Das Einzugsgebiet des Torrent de Zinal hat eine Grösse von etwa 33 km². Der höchste Punkt im Einzugsgebiet ist auf 4292 m ü. M. am Dent Blanche.